# Alberto di Gondi

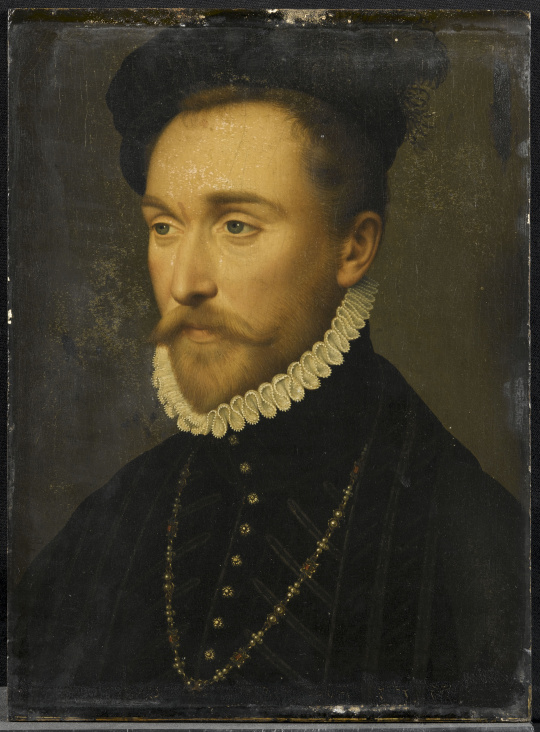
Alberto di Gondi

Alberto di Gondi (Florença, 4 de novembro de 1522 — Paris, 21 de abril de 1602) marquês de Belle-Isle (1573), Duque de Retz (de 1581) foi um marechal de França e um membro da família Gondi. Juntou-se ao tribunal de Henrique II de França em 1547. Servindo valentemente em várias campanhas militares, ele tomou parte do monarca durante as guerras de religião.
Em 1575, Alberto di Gondi, comprou o senhorio de Versalhes. Gondi havia chegado a França com Catarina de Médici e sua família tornou-se influente na Assembléia dos Estados Gerais. Nas primeiras décadas do século XVII, Gondi convidou Luís XIII de França em várias caçadas na floresta de Versalhes.

## Bibiografia
- Alain Decaux und André Castelot: "Dictionnaire d'Histoire de France", Paris, 1981, Librairie Académique Perrin, ISBN 2-262-00228-2